# 米罗斯拉夫·沙坦
米罗斯拉夫·沙坦（1974年10月22日—），斯洛伐克男子冰球运动员。他曾代表斯洛伐克参加1994年、2002年、2006年和2010年冬季奥林匹克运动会冰球比赛，最好名次为2010年冬季奥运会的第四名。